# Кръводаряване
Кръводаряването е доброволно предоставяне на определено количество от собствената кръв с цел спасяване на човешко здраве и живот.

## История
Историята на кръводаряването се дели на два етапа.

### Първи етап
Още от древността хората са проявявали нескрит интерес към кръвта, но едва към 18 век се осъществява кръвопреливане. Първият етап е белязан от откритието на Уилям Харви законите на кръвообращението при хората и животните.
Характерно за първия етап от историята на кръводаряването е кръвопускането. То се е прилагало масово като лечение, най-вече при психично болни. При загубата на кръв хората губят енергия, сила, а дори и съзнание. Онези, които са го практикували са били на мнение, че така от тялото изтича злото (болестта).
Първите истински опити за кръвопреливане са от животно на животно. Извършвало се е директно с тръбичка, завършваща от двете страни с игла. Опитът завършвал със смъртта на „кръводарителя“. По-късно са започнали опити за преливане на кръв от животно на човек. Първоначалните опити са обнадеждаващи, но по-късно смъртните случаи зачестили. Същото се отнася и до смелите опити за приливане от човек на човек. Вследствие влиза в сила закон за забрана на подобни действия, спазван до 19 век.

### Втори етап
Втория период започва в началото на 20 век. Кръвопреливането бележи подем. През 1900 г. Карл Ландщайнер открива кръвните групи А, B, О, а по-късно и AB.

## Медицински последствия
Едно дарение на кръв може да спаси 3 човешки живота; в САЩ някой се нуждае от кръв на всеки 2 секунди.
Ползите за дарителя включват понижен стрес и поддържане на психологическото здраве. Има разнопосочни данни за ефекта върху здравето на сърцето на дарителя, включително полезното намаляване на желязото, което намалява риска от сърдечен удар.